# Nateln (Rosche)
Nateln ist ein Ortsteil der Gemeinde Rosche im niedersächsischen Landkreis Uelzen.

## Geografie und Verkehrsanbindung
Nateln liegt südlich des Kernortes Rosche an der Landesstraße L 265. Nördlich verläuft die B 493 und südlich die B 71. Nordöstlich vom Ort fließt die Wipperau, ein rechter Nebenfluss der Ilmenau.

## Sehenswürdigkeiten
Als Baudenkmale sind ausgewiesen (siehe Nateln):
- am östlichen Ortsrand die Kapelle mit Mauer
- ein Schafstall (Nateln Nr. 2)
- vier Wohnhäuser (Nateln Nr. 6, 8, 9 und 11, davon Nr. 9 und 11 mit Einfriedung)